# Барсов, Максим Борисович
Макси́м Бори́сович Ба́рсов (род. 29 апреля 1993, Тверь, Россия) — российский футболист, нападающий.

## Биография
Начинал заниматься футболом в тверской СДЮСШОР им. Ю. М. Михайлова в возрасте 8 лет. Первый тренер Андрей Владимирович Леонтьев.
В 2004 году перешёл в академию московского «Локомотива». В 2010—2012 годах выступал за молодёжный состав, сыграл 39 матчей и забил 10 голов в первенстве молодёжных команд, победитель молодёжного первенства России 2011 года. Вызывался в сборную России среди 17-летних и сыграл за неё несколько матчей.
Летом 2012 года перешёл в ульяновскую «Волгу», выступавшую во втором дивизионе. Дебютировал во взрослых соревнованиях 2 августа 2012 года в матче против йошкар-олинского «Спартака» (4:1), заменив на 63-й минуте Никиту Жданкина, а на 86-й минуте матча забил свой первый гол. 29 октября 2012 года в выездном матче с «Рубином-2» (4:0) впервые сделал хет-трик. Всего за сезон сыграл 18 матчей и забил 9 голов во втором дивизионе, при этом в весенней части первенства почти не играл.
Сезон 2013/14 начал в другом клубе ПФЛ — «Калуга», однако зимой перешёл дивизионом выше — в «Газовик». В клубе провёл полтора сезона, но не был игроком основного состава, во всех своих 13 матчах в первенстве ФНЛ выходил на замены и стал автором двух голов. Сезон 2015/16 провёл в составе аутсайдера первого дивизиона «КАМАЗа», сыграл 31 матч и отличился лишь однажды.
В сезоне 2016/17 выступал за московский клуб «Солярис», в его составе забил 15 голов в 23 матчах и стал лучшим бомбардиром группы «Запад» Первенства ПФЛ.
Летом 2017 года перешёл в петербургское «Динамо». Участник победного матча в 1/16 финала Кубка России 21 сентября 2017 года в дерби с «Зенитом» (3:2), автор одного из голов. После переезда «Динамо» в Сочи продолжил играть за команду. В сезоне 2018/19 ФНЛ стал лучшим бомбардиром лиги (19 мячей) и по его итогам вместе с командой вышел в Премьер-лигу.
В мае 2019 года получил тяжёлую травму — разрыв крестообразной связки. Пропустил сезон 2019/20, не играл более 600 дней и первый матч после восстановления провёл 27 февраля 2021 года, в 20-м туре РПЛ выйдя на 82-й минуте в домашней игре против «Арсенала» (4:0). В сезоне 2021/22 сыграл за «Сочи» в квалификации Лиги конференций (4 матча, 1 гол) и стал обладателем серебряной медали чемпионата России, при этом в феврале 2022 года был отдан в аренду «Балтике» до конца сезона. В сезоне 2022/23 сыграл кубковый матч за «Сочи», после чего перешёл в «Нефтехимик».
В июле 2023 года стал игроком костромского «Спартака».

## Достижения

### Командные
- Серебряный призёр чемпионата России: 2021/22
- Серебряный призёр Первой лиги: 2018/19
- Бронзовый призёр зоны «Урал-Поволжье» Второй лиги: 2012/13

### Личные
- Лучший бомбардир Первой лиги: 2018/19